# I’m Going to Tell You a Secret
I'm Going to Tell You a Secret – koncertowy album Madonny wydany razem z filmem o tym samym tytule (polski tytuł: Sekrety Madonny).
Na krążku znalazł się wybór utworów zarejestrowanych podczas trasy koncertowej Madonny z roku 2004 zatytułowanej Re-Invention World Tour oraz dodatkowy utwór w wersji demo.
Album wydano w dwóch wersjach: jako pakiet DVD + CD (w opakowaniu DVD) oraz pakiet CD + DVD (w opakowaniu CD). Zawartość obu zestawów jest taka sama.
Album sprzedał się w ilości ok. 1 000 000 egzemplarzy na całym świecie. W Stanach Zjednoczonych do połowy 2007 roku sprzedano blisko 80 000 egzemplarzy tego wydawnictwa.

## Lista utworów
| #   | Tytuł | Czas |
| --- | --- | ---- |
| 1.  | „The Beast Within” (wersja live) Autor: Lenny Kravitz, Ingrid Chavez, Madonna Ciccone Producent: Lenny Kravitz, André Betts Producent remiksu: Lenny Kravitz, Madonna, Stuart Price | 5:04 |
| 2.  | „Vogue” (wersja live) Autor: Madonna Ciccone, Shep Pettibone Producent: Madonna, Shep Pettibone, Craig Kostich Producent remiksu: Stuart Price                                      | 5:31 |
| 3.  | „Nobody Knows Me” (wersja live) Autor: Madonna Ciccone, Mirwais Ahmadzaï Producent: Madonna, Mirwais Producent remiksu: Stuart Price                                                | 4:04 |
| 4.  | „American Life” (wersja live) Autor: Madonna Ciccone, Mirwais Ahmadzaï Producent: Madonna, Mirwais Producent remiksu: Stuart Price                                                  | 5:21 |
| 5.  | „Hollywood (Remix)” (wersja live) Autor: Madonna Ciccone, Mirwais Ahmadzaï Producent: Madonna, Mirwais Producent remiksu: Stuart Price                                              | 3:59 |
| 6.  | „Die Another Day” (wersja live) Autor: Madonna Ciccone, Mirwais Ahmadzaï Producent: Madonna, Mirwais Producent remiksu: Stuart Price                                                | 4:03 |
| 7.  | „Lament” (wersja live) Autor: Andrew Lloyd Webber, Tim Rice Producent: Nigel Wright, Alan Parker, Andrew Lloyd Webber, David Caddick Producent remiksu: Stuart Price                | 2:27 |
| 8.  | „Like a Prayer” (wersja live) Autor: Madonna Ciccone, Patrick Leonard Producent: Madonna, Patrick Leonard Producent remiksu: Stuart Price                                           | 5:22 |
| 9.  | „Mother and Father” (wersja live) Autor: Madonna Ciccone, Mirwais Ahmadzaï Producent: Madonna, Mirwais Producent remiksu: Stuart Price                                              | 5:21 |
| 10. | „Imagine” (wersja live) Autor: John Lennon Producent: Madonna, Stuart Price Producent remiksu: Stuart Price                                                                         | 3:51 |
| 11. | „Susan MacLeod/Into the Groove” (wersja live) Autor: Donald MacLeod, Madonna Ciccone, Stephen Bray Producent: Madonna Ciccone, Stephen Bray Producent remiksu: Stuart Price         | 7:19 |
| 12. | „Music” (wersja live) Autor: Madonna Ciccone, Mirwais Ahmadzaï Producent: Madonna, Mirwais Producent remiksu: Stuart Price                                                          | 4:54 |
| 13. | „Holiday” (wersja live) Autor: Curtis Hudson, Lisa Stevens Producent: John „Jellybean” Benitez Producent remiksu: Stuart Price                                                      | 5:44 |
| 14. | „I Love New York” Autor: Madonna Ciccone Producent: Madonna | 2:52 |

## Certyfikaty i sprzedaż
| Kraj              | Certyfikat      | Sprzedaż | Najwyższa pozycja lista CD | Najwyższa pozycja lista DVD |
| ----------------- | --------------- | -------- | -------------------------- | --------------------------- |
| Australia         | platynowa płyta | 15 000   | -                          | 1 (3 tygodnie)              |
| Belgia            | platynowa płyta | 50 000   | 5 (2 tygodnie)             | 2 (2 tygodnie)              |
| Brazylia          | -               | 43 000   | 27                         | 1 (2 tygodnie)              |
| Francja           | złota płyta     | 75 000   | 8                          | 1 (3 tygodnie)              |
| Hiszpania         | platynowa płyta | 25 000   | -                          | 1 (3 tygodnie)              |
| Japonia           | -               | 36 000   | 12                         | -                           |
| Kanada            | -               | 30 000   | 4                          | -                           |
| Meksyk            | -               | 20 000   | -                          | -                           |
| Niemcy            | złota płyta     | 25 000   | 8                          | 1                           |
| Stany Zjednoczone | -               | 79 000   | 33                         | 1 (2 tygodnie)              |
| Wielka Brytania   | -               | 60 000   | 18                         | 1                           |
| Włochy            | -               | 40 000   | 1                          | 1 (3 tygodnie)              |